# گینکاکو-جی
گینکاکو-جی (به ژاپنی: Ginkaku-ji) یک معبد وابسته به فرقه رینزای در کیوتو است.